# Tympanuchus cupido cupido
La gallina della brughiera (Tympanuchus cupido cupido) era una sottospecie del tetraone di prateria maggiore (Tympanuchus cupido). È considerata estinta dal 1932. 
Sebbene Tympanuchus cupido cupido sia talvolta considerata una specie separata da Tympanuchus cupido, è invece generalmente riconosciuta come una sua sottospecie, tetraone di prateria maggiore, un grande uccello nordamericano della famiglia Phasianidae, uccelli nell'ordine Galliformes.. 
Le galline della brughiera vivevano nelle boscose brughiere del Nord America costiero, dal New Hampshire meridionale al nord della Virginia. Le altre sottospecie, invece, abitavano le praterie del Texas, a nord dell'Indiana, nel Dakota del Sud e nel Dakota del Nord (in precedenza il loro habitat si estendeva anche al Canada centro-meridionale).
Le galline della brughiera erano estremamente comuni durante il periodo coloniale, e venivano cacciate e consumate abbondantemente dai coloni. È stato ipotizzato che la prima cena del Ringraziamento prevedesse come portata principale galline della brughiera, e non tacchino selvatico. Verso la fine del XVIII secolo, la gallina della brughiera veniva considerata un cibo povero, essendo molto economica e abbondante.
Thomas L. Winthrop riferì di esemplari della gallina della brughiera che vivevano nel Boston Common (presumibilmente quando era ancora territorio agricolo e da pascolo) e di servitori locali che, a volte, contrattavano con i datori di lavoro per non doverla mangiare più di due o tre volte alla settimana.

## Tassonomia

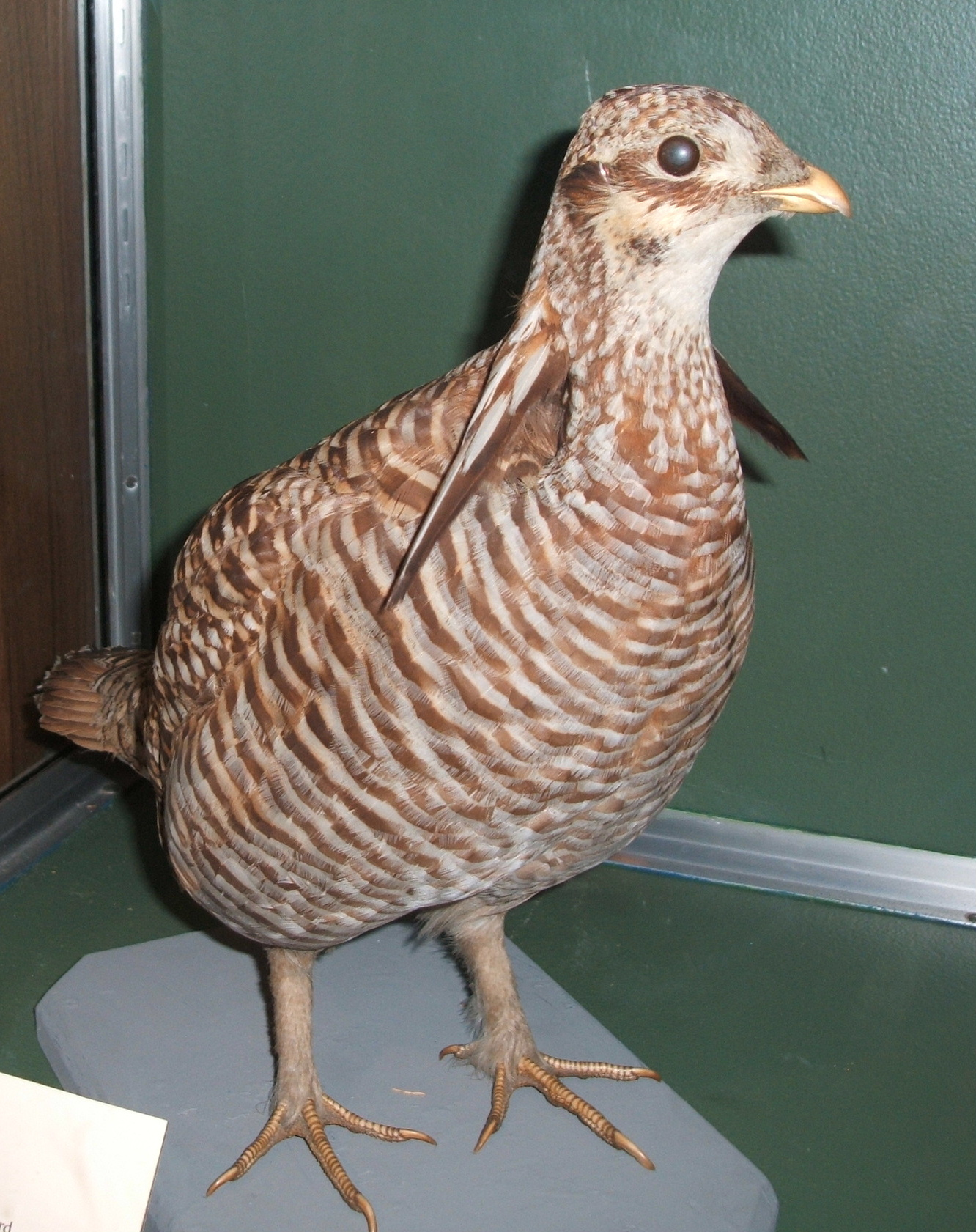
Esemplare imbalsamato di Pollo brughiera femmina conservato presso il Boston Museum of Science

Un primo confronto di aplotipi a D-loop mtDNA tra esemplari di gallina brughiera e galline delle praterie ha portato al risultato inaspettato che tutte le galline della brughiera testate formavano un gruppo molto distinto dagli uccelli della terraferma, essendo geneticamente più simili ai polli delle praterie del Wisconsin. 
Uno studio più recente dello stesso parametro di Johnson e Dunn ha verificato questi risultati, ma non è stato d'accordo sul posizionamento della gallina brughiera rispetto ai suoi parenti, suggerendo invece una relazione più stretta con il pollo della prateria minore. Tuttavia, Johnson e Dunn mettono in guardia dal leggere troppo questi risultati: mentre il pollo della prateria minore è considerato una specie distinta e la gallina geneticamente apparentemente ugualmente distinta meriterebbe quindi anche lo status di specie, aplotipi del mtDNA in piccole popolazioni che hanno subito è probabile che le strozzature mostrino una divergenza più elevata rispetto a quanto giudicano dal solo status tassonomico (vedi anche deriva genetica). Pertanto, dato che tutti gli esemplari di gallina brughiera di località conosciute studiate da Johnson e Dunn sono uccelli di Martha's Vineyard - dove la popolazione potrebbe non aver mai superato alcune migliaia a causa dello spazio limitato e dello scambio genetico limitato con la terraferma - è possibile che la bassa diversità genetica e l'apparente distinzione della gallina della brughiera siano un artefatto del piccolo numero di esemplari utili, tutti appartenenti alla stessa popolazione affiatata. I polli delle praterie furono introdotti indiscriminatamente sulla costa orientale dopo che le galline della brughiera sparirono dalla terraferma, ma non riuscirono a prosperare. Esiste un numero considerevole di presunti esemplari di gallina della brughiera nelle collezioni pubbliche di oggi, ma, quasi tutti gli esemplari, non possono essere inequivocabilmente considerati galline da brughiera. Ad esempio, solo sette inequivocabili uova di gallina della brughiera sono conosciute oggi in collezioni pubbliche. Il fatto che il genere Tympanuchus si sia evoluto rapidamente generando un'elevata distinzione morfologica riuscendo a conservare la maggior parte della genoma tra i taxa complica ulteriormente la ricerca. Prendendo una generosa data di inizio del 1810 circa quando le presentazioni potrebbero essere iniziate e tenendo conto del fatto che Lewis e Clark non tornarono nemmeno dalla loro spedizione fino al 1806, si concede all'incirca un periodo di 60 anni di possibili presentazioni. Da un aspetto della biologia evolutiva, in un arco di tempo di 60 o addirittura 100 anni, una specie come il pollo della prateria più grande non sarebbe stata in grado di evolversi al punto da assomigliare così da vicino alla gallina brughiera nativa da non poter essere distinta . Un primo esempio di ciò sarebbe l'opposizione al pollo della prateria minore (Tympanuchus pallidicinctus) che differisce dal pollo della prateria maggiore per essere più piccolo, più leggero e con un blocco meno distinto, alla gallina brughiera, che era più piccola, più scura e aveva più distinto divieto, il che significa che il pollo della prateria minore può essere facilmente distinto dal pollo della prateria maggiore sia morfologicamente che geneticamente (molto come la gallina brughiera) anche se è stato trovato in un'area in cui abitava il pollo della prateria maggiore. L'apparente distinzione delle specie e il fallimento delle prime introduzioni solleva la questione se la gallina brughiera fosse unicamente (rispetto ai suoi parenti) adattata al clima più oceanico della sua precedente area di occorrenza e, di conseguenza, se un futuro il tentativo di insediare una popolazione di uccelli occidentali su Martha's Vineyard potrebbe fallire, forse anche competendo per finanziamenti e altre risorse che mettono a repentaglio le popolazioni esistenti ma in declino dei polli della prateria. Chiaramente, sono necessarie ulteriori ricerche, ad esempio analizzando i campioni della terraferma per determinare se possono essere assegnati a un taxon da caratteri molecolari e morfologici.

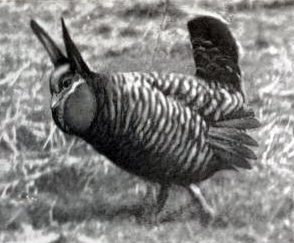
Foto di un maschio del 1900

## Descrizione

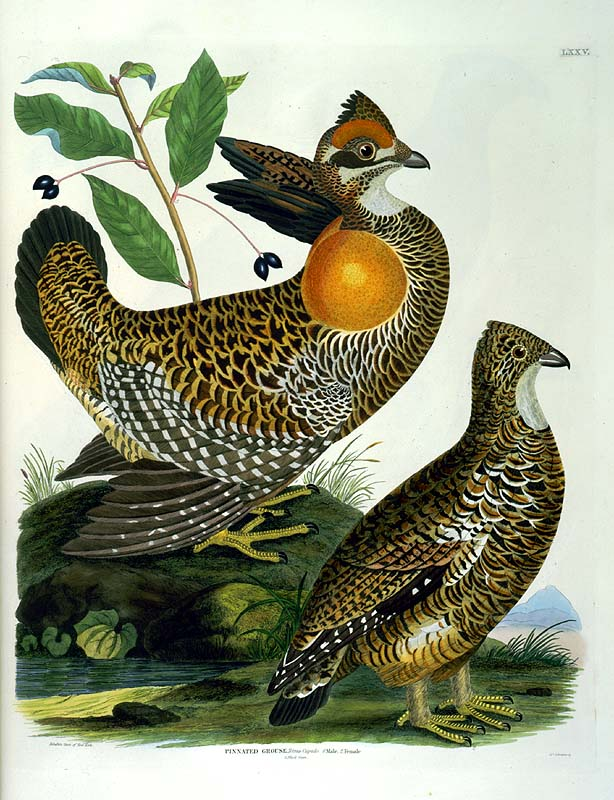
Maschio e femmina

Molto simile al più grande pollo delle praterie delle Grandi Pianure, ma leggermente più piccolo, la lunghezza dell'uccello era di circa 43 cm (17 pollici) e il peso di circa 0,9 kg (2 libbre). Un esemplare del peso di tre chili fu rivendicato da Alexander Wilson ma quella cifra non fu verificata dagli ornitologi successivi. Diverse caratteristiche chiave del piumaggio separavano le galline brughiera dalle loro controparti delle Grandi Pianure: le galline brughiera generalmente mostravano una forte tonalità rossastra nel loro piumaggio, specialmente nella loro area di coltura, e un blocco molto più spesso su tutto il petto e i lati. Le loro pinne (corna) erano generalmente appuntite e le code erano di un marrone grigiastro.

## Estinzione

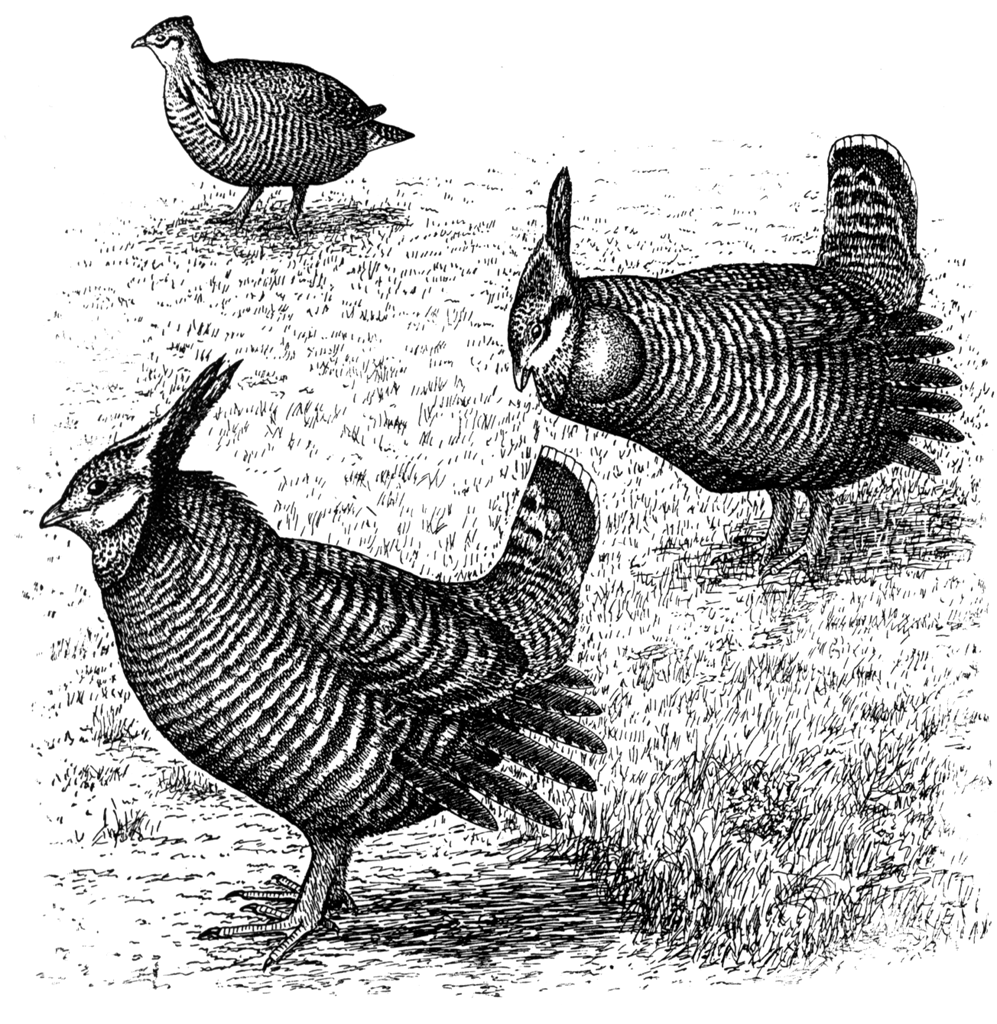
Due maschi con una femmina sullo sfondo

A causa dell'intensa pressione venatoria, la popolazione è diminuita rapidamente. Forse già nel 1840, almeno nel 1870, tutte le galline brughiere furono estirpate sulla terraferma. Erano rimasti circa 300 sull'isola di Martha's Vineyard, al largo del Massachusetts, ma nel 1890 questo numero era sceso a 120-200 uccelli, principalmente a causa della predazione di gatti selvatici e bracconaggio. Alla fine del 19 ° secolo, erano rimasti circa 70. Questi furono protetti da un divieto di caccia e dall'istituzione nel 1908 della "Heath Hen Reserve" (oggi la Foresta Statale di Manuel F. Correllus), e la popolazione crebbe rapidamente fino a quasi 2.000: verso la metà degli anni '10, osservando gli uccelli su i loro campi da trekking erano diventati una sorta di attrazione turistica. Tuttavia, un incendio distruttivo durante la stagione della nidificazione del 1916, inverni rigidi, un insolito afflusso di astori del nord predatori, consanguineità, un numero eccessivo di individui di sesso maschile e apparentemente un'epidemia di comedone (che potrebbe essere stata trasmessa dal pollame) hanno ridotto i numeri velocemente; dopo un'ultima ripresa a 600 nel 1920, la popolazione iniziò il suo declino finale.
Nel 1927 rimasero solo 11 maschi e due femmine - nonostante fosse garantita la migliore protezione secondo la scienza contemporanea; quel numero era sceso a una manciata, tutti maschi, entro la fine dell'anno. Dopo l'8 dicembre 1928, apparentemente solo un maschio sopravvisse, soprannominato amorevolmente "Booming Ben". È stato visto l'ultima volta sul suo tradizionale campo da trekking tra West Tisbury e l'attuale Martha's Vineyard Airport l'11 marzo 1932 - all'inizio della stagione riproduttiva - e quindi presumibilmente è morto, circa 8 anni, giorni o solo poche ore dopo per cause sconosciute.
Le galline Heath sono state una delle prime specie di uccelli che gli americani hanno cercato di salvare dall'estinzione. Già nel 1791, un disegno di legge "per la conservazione della brughiera e altri giochi" fu introdotto nella legislatura dello Stato di New York. Alcuni rappresentanti hanno frainteso il disegno di legge quando è stato letto come un atto per proteggere "Indiani e altri modelli: Linktext"; Sebbene la legislazione sia stata approvata, si è rivelata inapplicabile.
Sebbene lo sforzo di salvare la gallina brughiera dall'estinzione non abbia avuto esito positivo, ha spianato la strada alla conservazione di altre specie. L'istituzione della riserva sugli arbusti aperti di quella che allora era chiamata la Grande Pianura nella Vigna potrebbe aver accelerato l'estinzione della gallina brughiera. Gli incendi erano una parte normale dell'ambiente, ma con il tentativo di sopprimere gli incendi invece di imporre la successione ecologica con ustioni controllate, la qualità dell'habitat aperto diminuiva e il sottobosco accumulato fino a quando un incendio normalmente limitato avrebbe avuto conseguenze disastrose, come nel 1916. la consapevolezza dell'ecologia storica del fuoco della regione ha portato anche il legislatore statale a richiedere i vigili del fuoco per proteggere la gallina brughiera.
Comprendere il degrado che ha interessato la Foresta di Stato (e sebbene detenga una notevole biodiversità, ne impedisce l'utilizzo al massimo potenziale), il ripristino del mosaico originario di arbusti / brughiere / boschi e l'eventuale introduzione del pollo della prateria maggiore strettamente correlato come una "specie ombrello" che funge da indicatore della buona qualità dell'habitat è stata discussa dalla fine degli anni '90.